# Challenger (camping-car)
Pour les articles homonymes, voir Challenger.
Challenger est un constructeur français de camping-cars et de fourgons aménagés fondée en 1985 à Tournon-sur-Rhône (Ardèche). Elle appartient au groupe Trigano, entreprise européenne de véhicules de loisirs. 

## Histoire
La marque de camping-cars Challenger est fondée le 25 février 1985 par le groupe de véhicules et d'équipements de loisirs Trigano.
- 1985 : création de la marque avec le lancement de deux capucines.
- 1992 : lancement du premier profilé de moins de 6 mètres avec lit permanent.
- 2009 : lancement du modèle Graphite 290, devenu un best-seller.
- 2014 : lancement du PRIUM, primé pour son innovation.
- 2021 : lancement de la série X, un concept innovant hybride entre van et camping-car.

- 2025 : nouvelle identité visuelle et renouvellement complet de la gamme pour les 40 ans de la marque.

## Site de production
Le site de production de Challenger est implanté à Tournon-sur-Rhône, en Ardèche (France), sur un terrain de 200 000 m², soit l’équivalent de 33 terrains de football. Ce site fait partie des plus grands centres de fabrication de camping-cars en Europe.
Il regroupe une large diversité de métiers spécialisés : menuisiers, électriciens, ingénieurs, peintres, techniciens, etc. Environ 600 salariés y travaillent pour la marque Challenger, au sein de Trigano VDL, l’unité industrielle qui regroupe plusieurs marques du groupe Trigano. L'ensemble du site emploie plus de 1 000 personnes.
Challenger y conçoit ses véhicules dans leur intégralité : de la découpe des matériaux à l’assemblage final. Le site abrite également un centre de formation intégré, destiné à accompagner les distributeurs dans la prise en main des modèles et des technologies embarquées.